# Linda Hagendoorn
Linda Hagendoorn (Rotterdam, 6 november 1964 – 24 november 2023) was een Nederlands fysiotherapeute, judoleraar B en de eerste vrouw in Nederland die slaagde in het examen van 7e dan judo. Samen met Marjolein van Unen (erepromotie tot 7e dan judo) was zij bij leven de hoogst gegradueerde vrouw in Nederland.

## Levensloop
Linda Hagendoorn was, in navolging van haar vader Aad Hagendoorn, al op jonge leeftijd begonnen met judo. In 1982 haalde zij, als 17-jarige, haar zwarte band judo (1e dan).
Van 1979 tot en met 1992 was zij actief als wedstrijdjudoka en heeft ook deel uitgemaakt van de Nederlandse kernploeg. Zij wist 10 maal het podium te bereiken bij de Zuid-Hollandse kampioenschappen. In 1989 werd zij Nederlands studentenkampioen en een jaar later haalde zij goud op de Open Rotterdamse.
In 1995 behaalde zij haar diploma judoleraar A, in 1996 gevolgd door judoleraar B.
In 2009 behaalde Hagendoorn haar 6e dan judo. Niet lang daarna begon zij de voorbereidingen voor het behalen van de 7e dan, waarbij zij getraind werd door Gé van de Elshout, Piet de Jong en Chris de Korte.
In 2019 behaalde zij haar 7e dan met een volledig technisch examen en een daarbij behorende scriptie. Dat examen heeft zij gedaan met Elisabeth Willeboordse (6e dan), Piet de Jong (7e dan), Ruud Oostlander (5e dan) en Joël Yvonnet als uke.
Hagendoorn overleed in november 2023 op 59-jarige leeftijd.

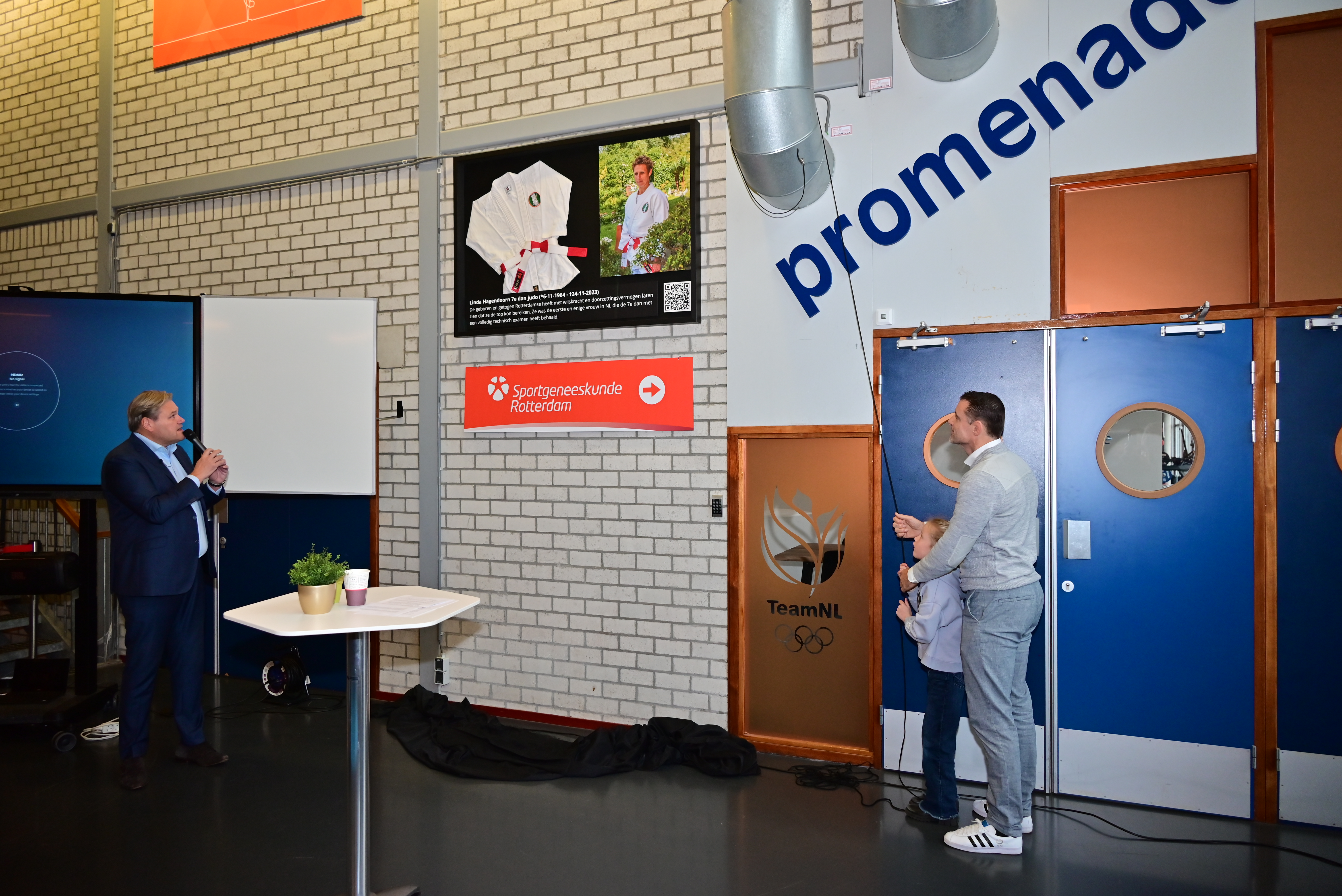
Onthulling judopak Linda Hagendoorn, door Mark Huizinga.

Op 9 november 2024 is zij geëerd in het Topsport Centrum Rotterdam. Haar ingelijste judopak met foto, werd door Mark Huizinga, Olympisch Kampioen judo (Sydney 2000), daar onthuld.  